# Estádio de São Luís
Het Estádio de São Luís is een multifunctioneel stadion in Faro, een stad in Portugal. Het stadion heette eerder het Santostadion. In het stadion is plaats voor 7.000 toeschouwers. Het stadion werd geopend in 1922 en gerenoveerd in 1971, 1990 en 1997.

## Gebruik

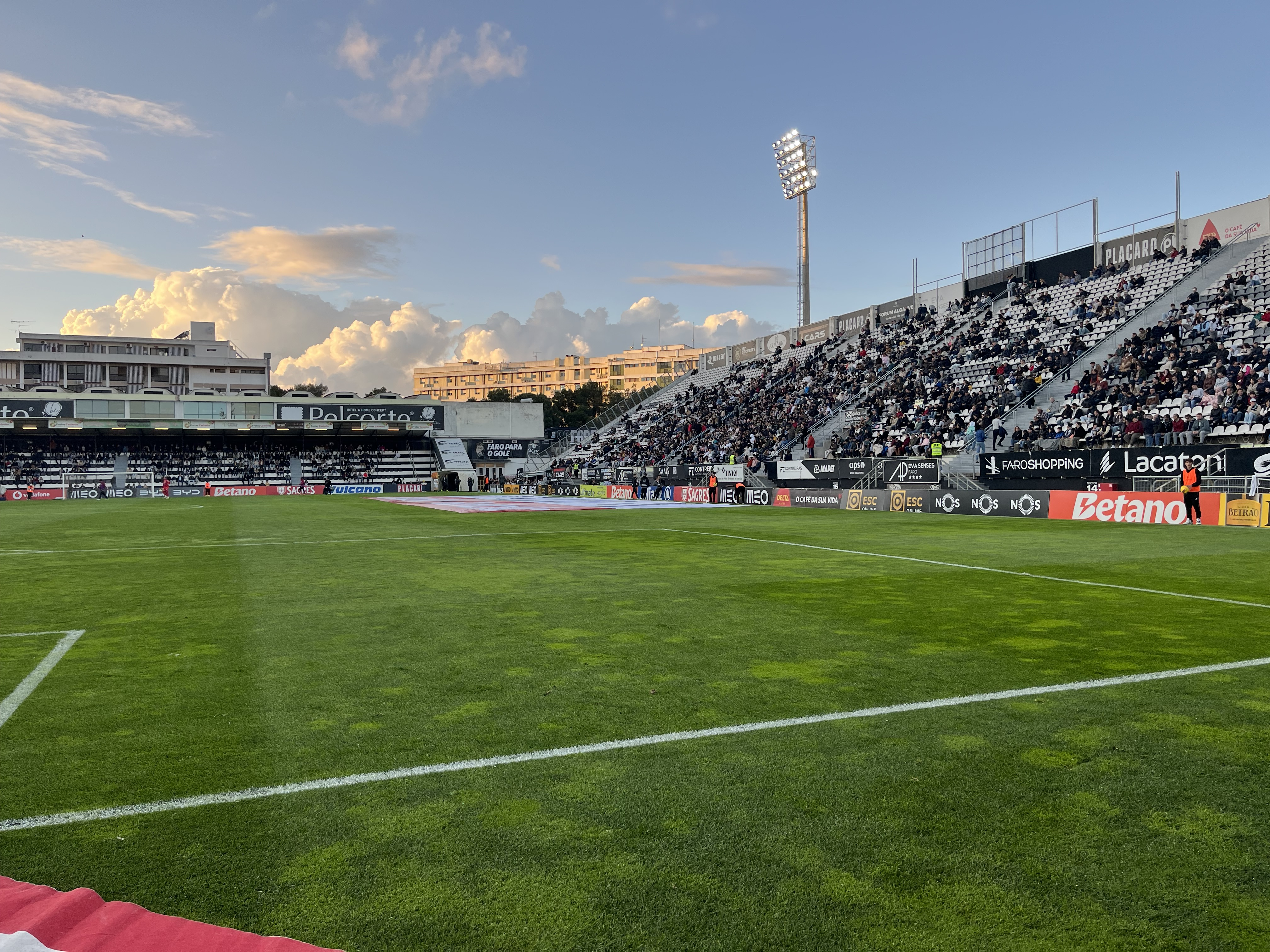
Het stadion tijdens een competitiewedstrijd van SC Farense (januari 2025)

Het stadion wordt vooral gebruikt voor voetbalwedstrijden, de voetbalclub SC Farense maakt gebruik van dit stadion. In 1991 werden er zes groepswedstrijden en de kwartfinale tussen Spanje en Sovjet-Unie op het wereldkampioenschap voetbal onder 20 van 1991 gespeeld. Er werden tevens vier andere internationale wedstrijden gespeeld (tabel).
| No. | Datum            | Wedstrijd            | Uitslag | Toernooi             |                  |
| --- | ---------------- | -------------------- | ------- | -------------------- | ---------------- |
| 1.  | 16 november 1977 | Portugal – Cyprus    | 4–0     | WK 1978 kwalificatie | Onderlinge duels |
| 2.  | 12 februari 1992 | Portugal – Nederland | 2–0     | Vriendschappelijk    | Onderlinge duels |
| 3.  | 10 februari 1993 | Portugal – Noorwegen | 1–1     | Vriendschappelijk    | Onderlinge duels |
| 4.  | 15 augustus 2001 | Portugal – Moldavië  | 3–0     | Vriendschappelijk    | Onderlinge duels |

Estádio Cidade de Coimbra (Académica Coimbra) ·
Estádio Municipal de Arouca (FC Arouca) ·
Estádio do Restelo (CF Os Belenenses) ·
Estádio da Luz (SL Benfica) ·
Estádio Municipal de Braga (SC Braga) ·
Estádio António Coimbra da Mota (GD Estoril-Praia) ·
Estádio Cidade de Barcelos (Gil Vicente FC) ·
Estádio dos Barreiros (CS Marítimo) ·
Estádio da Madeira (CD Nacional) ·
Estádio José Arcanjo (SC Olhanense) ·
Estádio da Mata Real (FC Paços de Ferreira) ·
Estádio do Dragão (FC Porto) ·
Estádio do Rio Ave FC (Rio Ave FC) ·
Estádio José Alvalade (Sporting Lissabon) ·
Estádio D. Afonso Henriques (Vitória SC) ·
Estádio do Bonfim (Vitória FC)
Estádio do Fontelo (Académico de Viseu FC) ·
Estádio da Tapadinha (Atlético Clube de Portugal) ·
Estádio Municipal de Aveiro (SC Beira-Mar) ·
Estádio da Tapadinha (SL Benfica B) ·
Estádio 1º de Maio (SC Braga B) ·
Estádio Municipal de Chaves (Grupo Desportivo de Chaves) ·
Estádio do CD das Aves (CD Aves) ·
Estádio de São Luís (SC Farense) ·
Estádio Marcolino de Castro (CD Feirense) ·
Estádio do Mar (Leixões SC) ·
Campo da Imaculada Conceição (CS Marítimo B) ·
Parque Joaquim de Almeida Freitas (Moreirense FC) ·
Estádio Carlos Osório (União Oliveirense) ·
Estádio Municipal 25 de Abril (FC Penafiel) ·
Estádio Municipal de Portimão (Portimonense SC) ·
Estádio Dr. Jorge Sampaio (FC Porto B) ·
Estádio de São Miguel (CD Santa Clara) ·
Estádio José Alvalade (Sporting Lissabon B) ·
Complexo Desportivo da Covilhã (Sporting Covilhã) ·
Estádio João Cardoso (CD Tondela) ·
Estádio do Clube Desportivo Trofense (CD Trofense) ·
Estádio da Madeira (CF União)